# 주말엔 놀자!
장은영의 주말엔 놀자!는 TBN 대전교통방송, TBN 충남교통방송(대전·세종·충청 FM 102.9MHz, 충남 FM 103.9MHz, 천안·아산 FM 103.1MHz)에서 주말 낮 12시부터 1시 55분까지 방송되는 대전과 세종 충남권 지역의 라디오 교양, 오락, 트로트, 최신음악 프로그램이다.

## 프로그램 소개
- 즐거운 주말의 한 가운데! 짱디와 청취자들이 함께 신나게 놀고 즐기며 주말의 텐션을 한껏 높여보자구요!

## 매일코너
- 은영이의 먹방퀴즈 - 짱디가 먹고 있는 음식은 무엇일까요? 짱디의 먹방을 들으며 무슨 음식인지 맞춰봐요!
- 짱만다 교실 - 짱만다가 떴다! 댄스와 노래 강사 짱만다와 함께 점심 시간 텐션 UP 해볼까요?
- 문자야 놀자 - 오늘은 어떤 이야기로 수다를 떨어볼까요? 매주 다양한 주제에 대해서 문자로 이야기 나눠봐요!
- 안전운전메모 - 여러 가지 교통안전 상식과 정보를 전문가의 목소리로 알아봐요. (토요일: 한국도로교통공단 대전세종충남지부 안전교육부 이형규 교수/일요일 : 한국도로교통공단 대전세종충남지부 안전교육부 김지영 교수)

## 요일코너

### 토요일
- 주말엔 타타타!(4부) : 버스 '타'고, 기차 '타'고, 택시 '타'고 떠날 수 있는 , 대중교통을 이용해서 갈 수 있는 여행지들을 알아보아요!(류주연 리포터/신채연 리포터)

### 일요일
- 일요음악여행(4부) : 지나간 시절의 노래들을 들어보며 그 시절 추억도 떠올리고 노래에 담긴 이야기들도 함께 들어봐요!(이상희 리포터)